# لبلیا چینی
لبلیا چینی (نام علمی: Lobelia chinensis) نام یک گونه از سرده لبلیا است.